# 驹城站
驹城站（：／ Guseong yeok */?）是首都圈電鐵水仁·盆唐線和首都圈廣域急行鐵道A路線沿線交會的一座轉乘車站，位於韓國京畿道龍仁市器興區麻北洞。

## 車站結構
站體為2面2線側式月台的地下車站，候車月台均設有月台幕門。

### 水仁·盆唐線月台

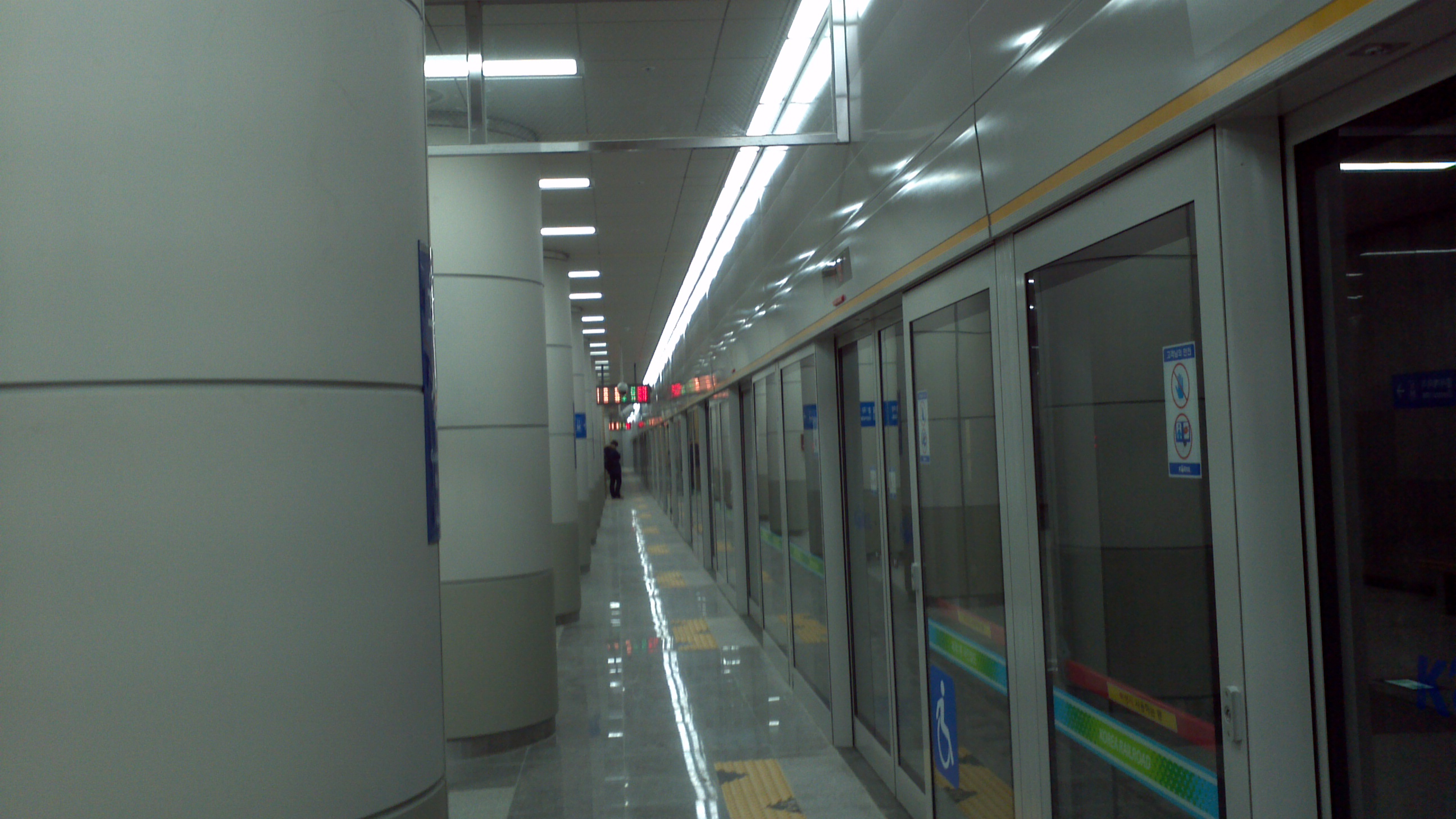
盆唐線候車月台

| ↑ 寶亭 |
| \| １  |
| 新葛 ↓ |

| 月台 | 路線                   | 目的地                               |
| ---- | ---------------------- | ------------------------------------ |
| 1    | ●首都圈電鐵水仁·盆唐線 | 新葛、器興、網浦、水原、仁川方向     |
| 2    | ●首都圈電鐵水仁·盆唐線 | 寶亭、書峴、牡丹、宣靖陵、往十里方向 |

### GTX-A月台

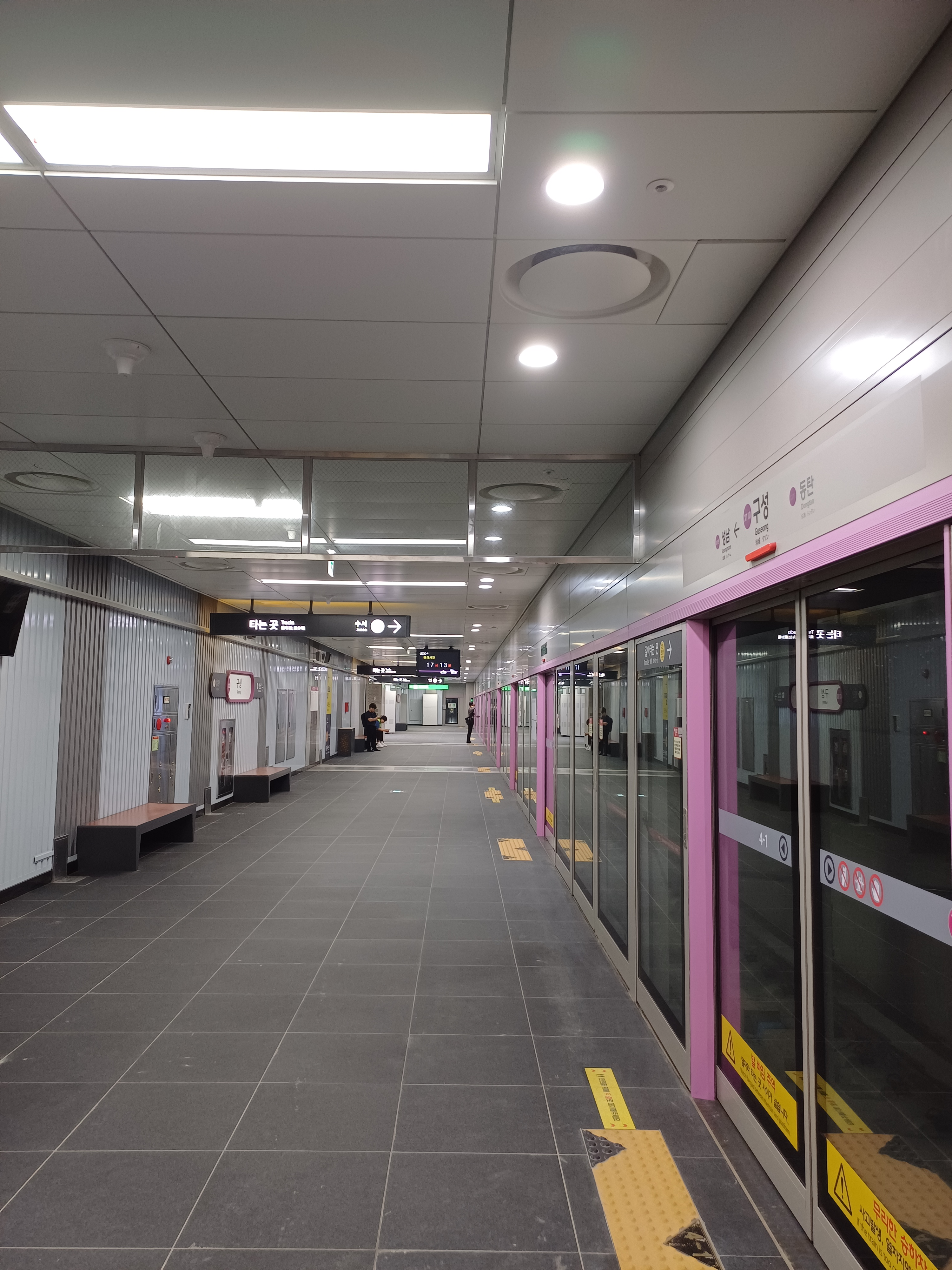
GTX-A線候車月台

| ↑ 城南 |
| \| 下  |
| 東灘 ↓ |

| 下行 | ●首都圈廣域急行鐵道A路線 | 東灘方向        |
| 上行 | ●首都圈廣域急行鐵道A路線 | 城南 · 水西方向 |

## 歷史
- 2011年12月28日：落成啟用。
- 2024年6月29日：GTX-A路線站體開通。

## 車站周邊
- 加爾文大學
- 駒城高校
- 駒城中學
- 麻北初等學校
- EMART TRADERS（朝鲜语：이마트 트레이더스）龜城店
- 龍仁西部警察署

## 圖片

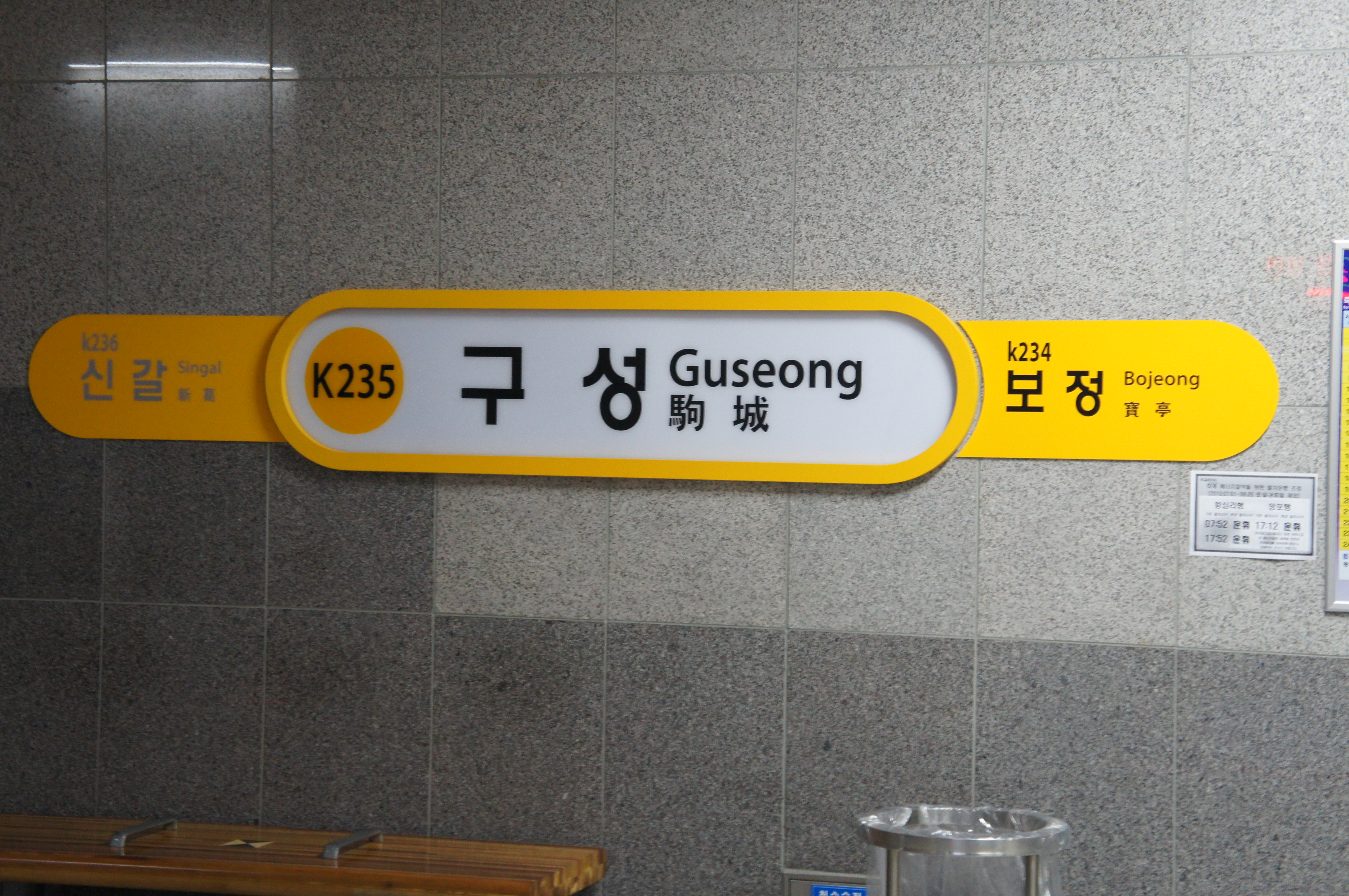
盆唐線站名牌
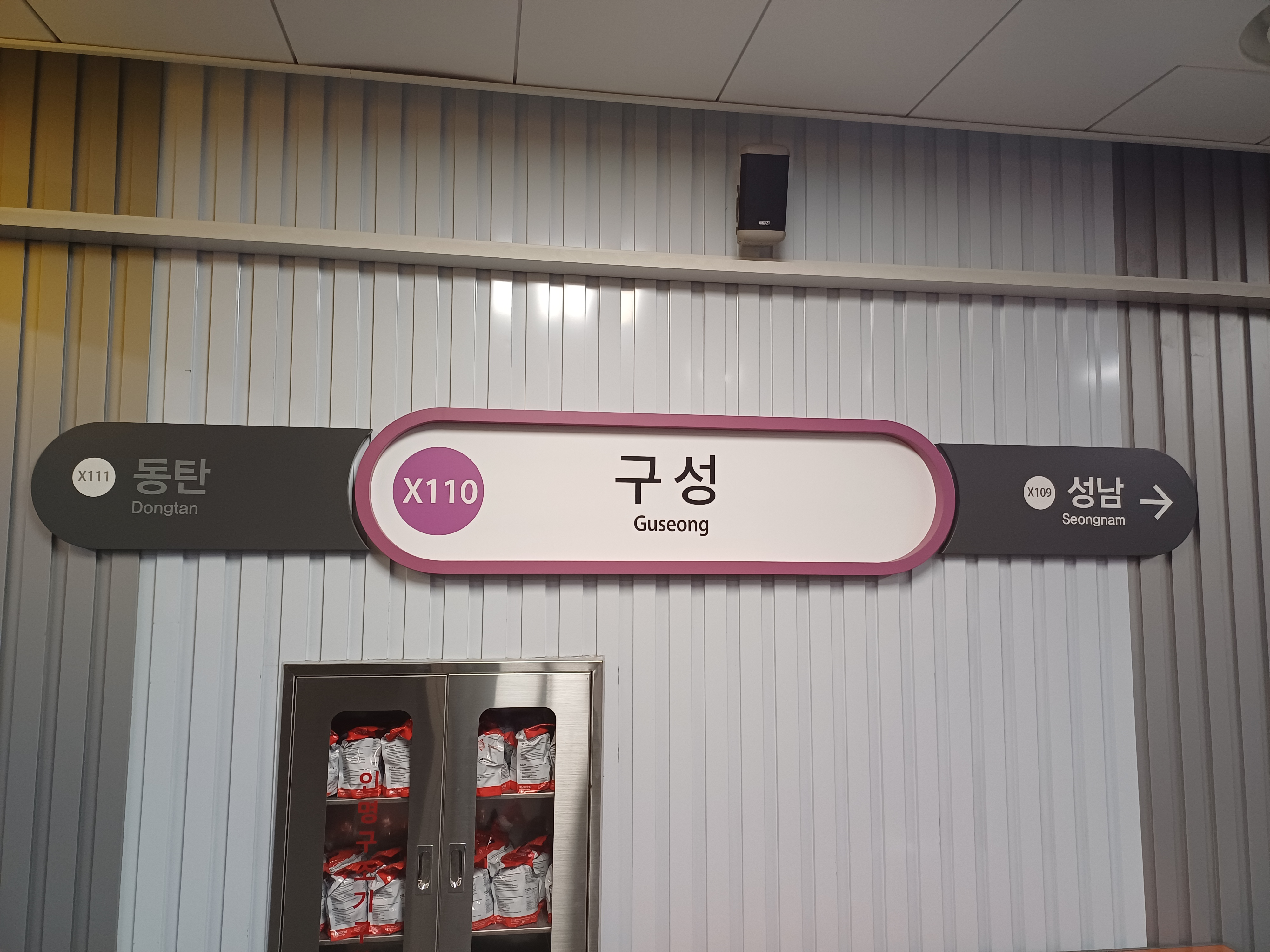
GTX站名牌
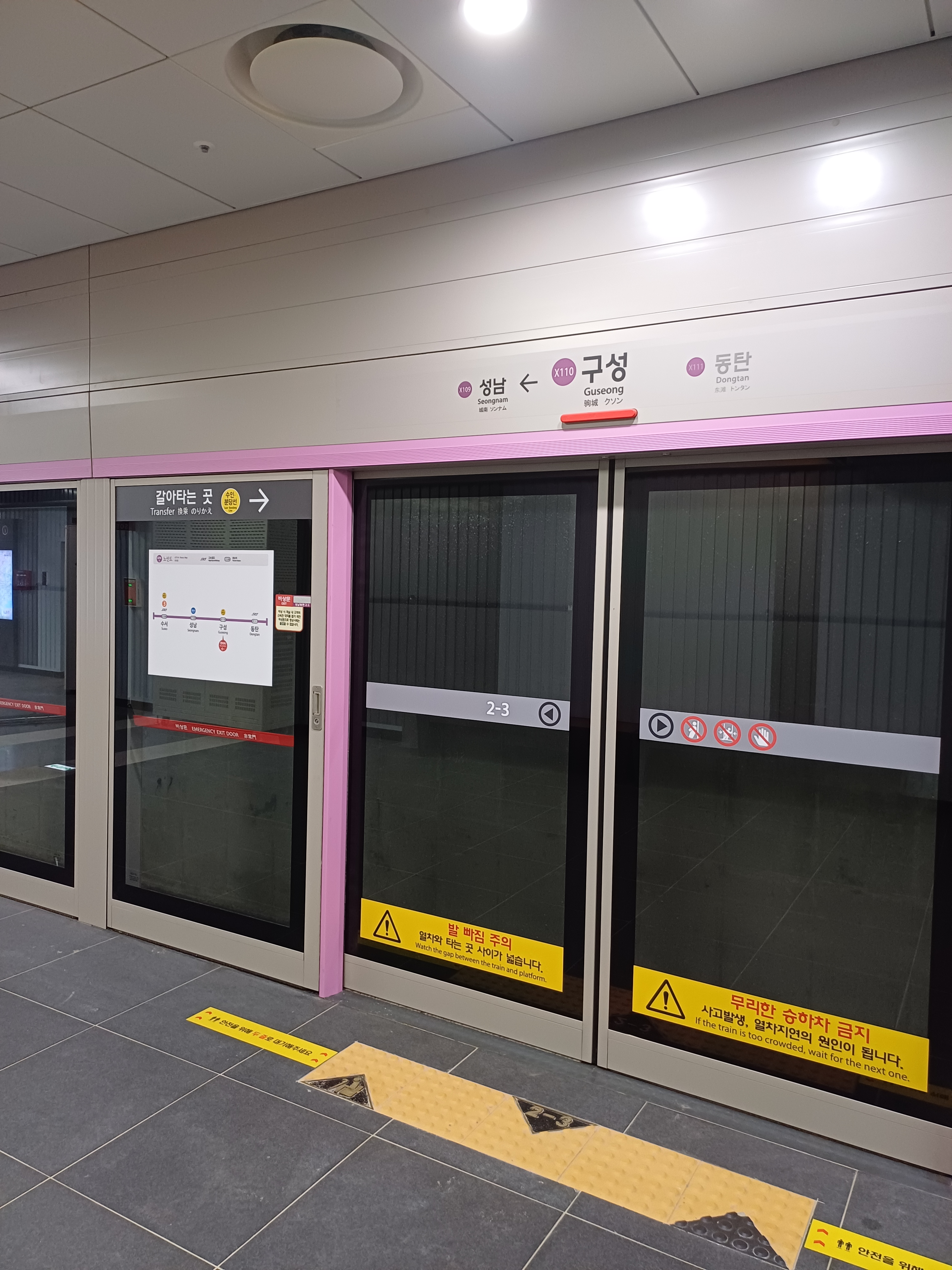
GTX月台門
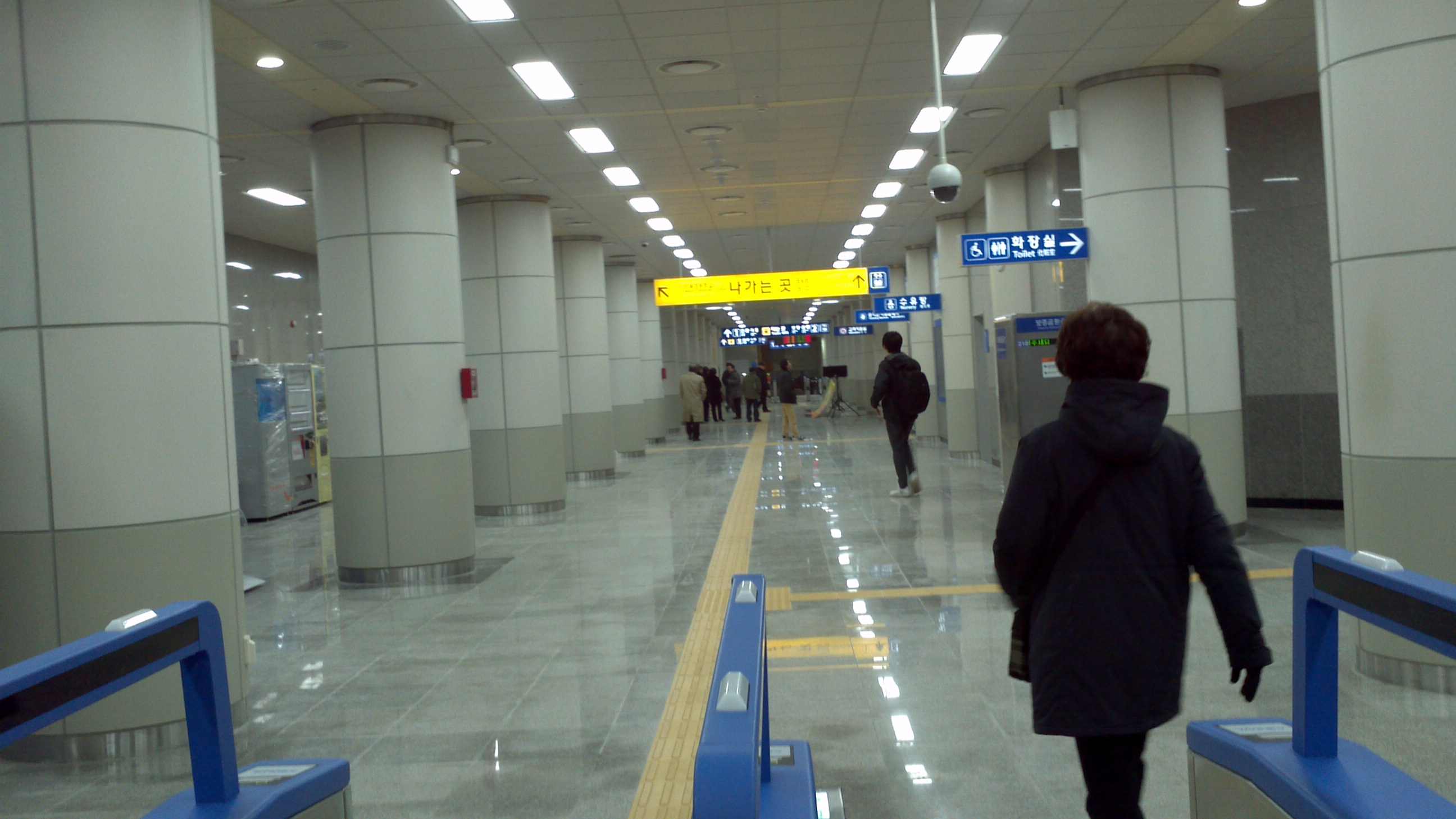
車站大廳
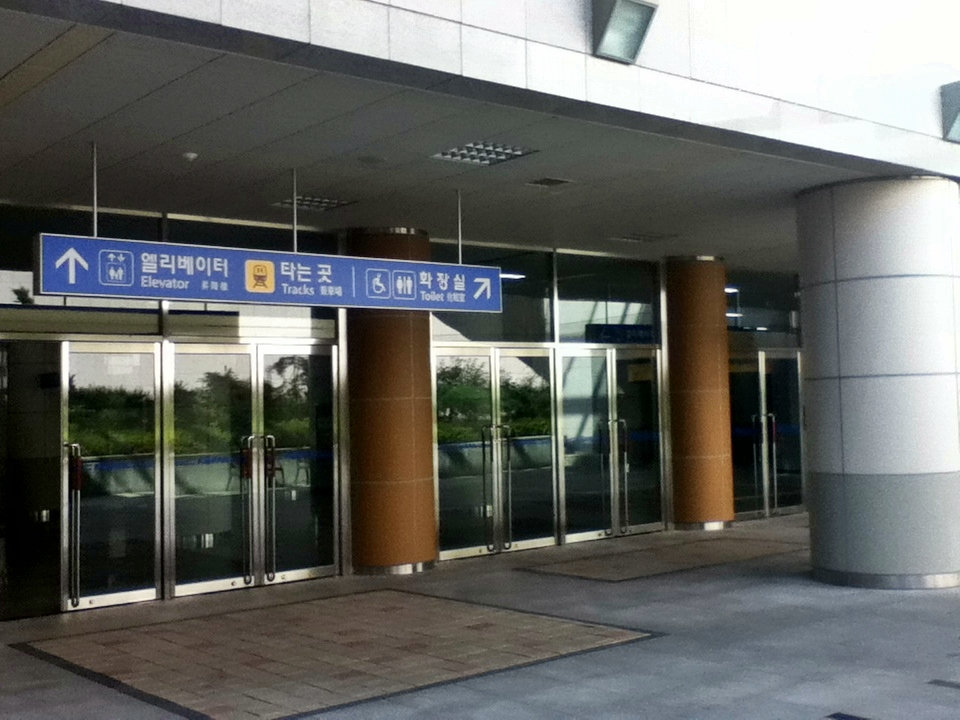
東側出口
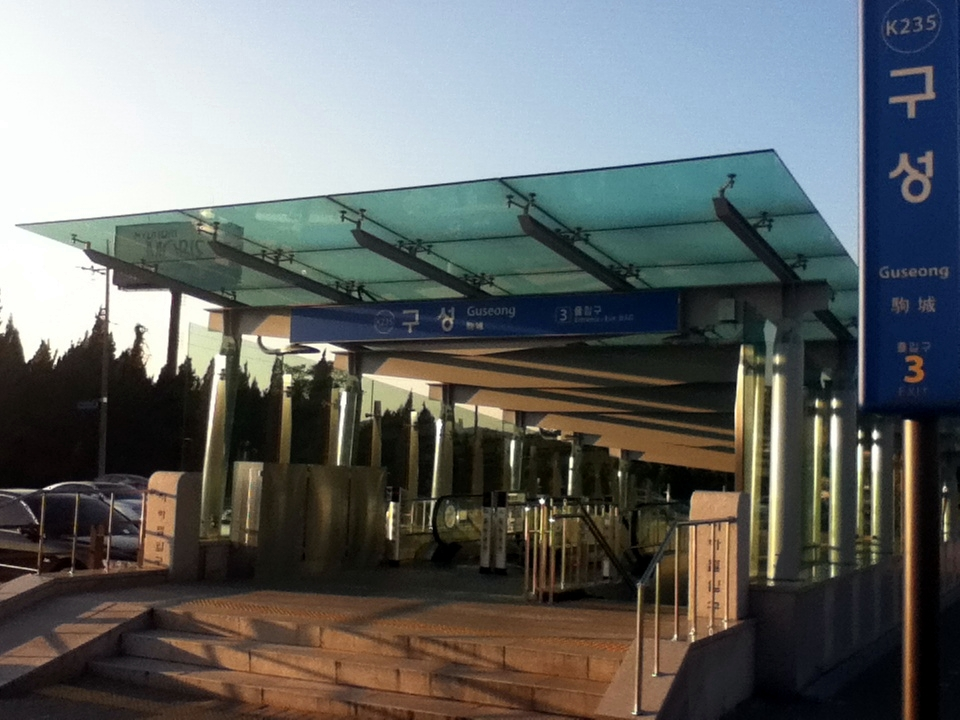
3號出口

## 相鄰車站
韓國鐵道公社
●首都圈電鐵水仁·盆唐線
寶亭（K234）－駒城（K235）－新葛（K236）
●首都圈廣域急行鐵道A路線
城南（X109）－駒城（X110）－東灘（X111）